# Conseil de Palerang
Le conseil de Palerang (en anglais : Palerang Council) est une ancienne zone d'administration locale située dans l'État de Nouvelle-Galles du Sud en Australie. 
Le conseil doit son nom au mont Palerang, un des plus hauts sommets de la région. C'est une zone essentiellement agricole qui va du lac George au nord, à la forêt d'État de Tallaganda au sud, et de Queanbeyan à l'ouest aux parcs nationaux de Morton et Budawang à l'est.
Outre Bungendore, le comté abritait les villes de Braidwood et Captains Flat, les villages de Araluen, Majors Creek, Mongarlowe et Nerriga.
Le 12 mai 2016, il est fusionné avec la ville de Queanbeyan pour former la zone d'administration locale de la région de Queanbeyan–Palerang.